# El lotus blau
El lotus blau és el cinquè àlbum de Les aventures de Tintín, la sèrie de còmics del dibuixant belga Hergé. Es va publicar setmanalment a Le Petit Vingtième, el suplement infantil del diari conservador Le Vingtième Siècle, entre l'agost del 1934 i l'octubre del 1935, i la primera edició en àlbum va aparèixer el 1936 publicada per Casterman. És la continuació d'Els cigars del faraó i reflecteix l'època de l'ocupació japonesa de Manxúria (rebatejada Manxukuo) i de les concessions extraterritorials dels europeus. Es tracta d'una fita dins de les aventures de Tintín, ja que és el primer àlbum que té tots els elements que estableixen les peculiaritats de les històries d'Hergé: l'estudi acurat de tots els escenaris, així com de les cultures i persones amb què Tintín interacciona, i una millora de la qualitat del dibuix, amb detalls com per exemple les inscripcions xineses dels carrers, acurades i que es corresponen realment al context. Per a alguns autors, és la primera obra mestra d'Hergé.
En aquest àlbum apareix el jove xinès Xang, que serà més tard un personatge cabdal en Tintín al Tibet.

## Argument
Mentre s'allotja al palau del Maharajà de Gaipajama a l'Índia, un visitant de Xangai aborda Tintin i li menciona el nom de Mitsuhirato, un home de negocis japonès que viu a Xangai, però abans d'acabar de parlar rep un dard untat en Rajaijah, el "verí de la bogeria". Tintin i Milú viatgen a Xangai per conèixer Mitsuhirato, que els adverteix que el Maharajà està en perill i que han de tornar a l'Índia. Sobrevivint a diversos atemptats a la seva vida, fets per assaltants misteriosos, Tintín intenta marxar cap a l'Índia en vaixell, però és segrestat. Els seus segrestadors es presenten com a membres d'una societat secreta coneguda com els Fills del Drac, que es dediquen a lluitar contra el comerç d'opi. El seu líder, Wang Chen-Yee, explica a Tintin que Mitsuhirato és un espia japonès i un contrabandista d'opi i li demana ajut en la seva lluita per detenir-lo. Tintin accepta la missió i espia a Mitsuhirato fins al Lotus Blau, un fumador d'opi. Posteriorment el sorprèn mentre posa una bomba en un ferrocarril xinès (episodi inspirat en l'Incident de Mukden). El govern japonès utilitza els fets com a excusa per a envair el nord de la Xina, prenent Xangai sota el seu control (Invasió japonesa de Manxúria]).
Tintín és capturat per Mitsuhirato, que planeja enverinar-lo amb Rajaijah; no obstant això, un dels agents de Wang canvia el verí per a aigua de color i Tintin escapa indemne. Quan Mitsuhirato descobreix l'engany, convenç a J.M. Dawson, el corrupte cap de la policia de la Concessió Internacional de Xangai, per emetre una ordre de captura per Tintin. Mentrestant, Tintín entra a la ciutat tot buscant el professor Fang Hsi-ying, un expert en verins que espera que pugui desenvolupar una cura pel Rajaijah, però descobreix que ha estat segrestat. La policia de Dawson deté Tintin i el lliura als japonesos, que el condemnen a mort, però Wang el rescata de nou.
Viatjant a Hukow amb els diners del rescat per a Fang, Tintin es troba que una inundació que ha destruït un poble i rescata a un jove orfe xinès anomenat Xang. Xang acompanya a Tintin a Hukow, on un dels espies de Mitsuhirato els para una emboscada. Tots dos s'adonen que la pista era un parany i que en realitat Fang no és allà. Mentrestant Dawson envia els detectius Dupond i Dupont a arrestar a Tintin, però fracassen en diverses ocasions. Tornant a Xangai, Tintin es proposa enfrontar-se a Mitsuhirato i es deixa capturar per ell. Mentre es retingut a El lotus blau, es revela que Mitsuhirato està treballant amb el director de cinema Rastapopoulos, que és el cap de l'organització internacional de contraban d'opi contra la que Tintin ja havia lluitat a Els cigars del faraó. En aquest moment, Tintin fa avisa Xang i els Fills del Drac que apareixen per rescatar-lo a ell i a Fang. Rastapopoulos és arrestat mentre que Mitsuhirato comet harakiri. Fang desenvolupa una cura pel Rajaijah, mentre que Wang adopta a Chang com el seu fill. L'informe de Tintin sobre les activitats de Mitsuhirato condueix a acusacions contra el govern del Japó (Informe Lytton), que es retira de la Lliga de les Nacions com a protesta.

## Història

### Antecedents

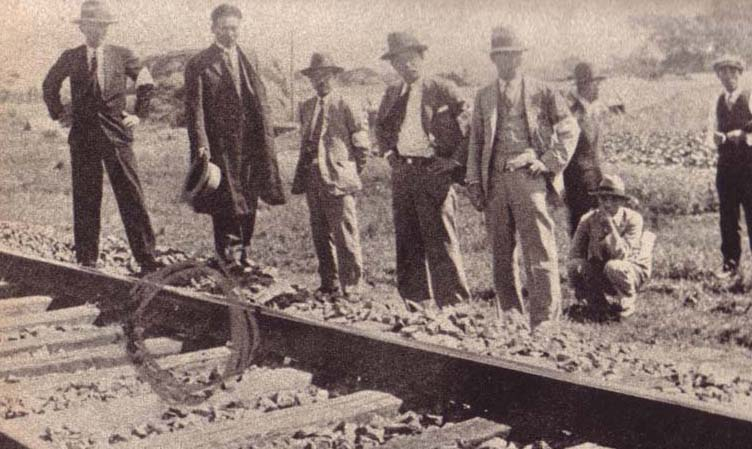
L'incident de Mukden inspira part de la història de l'àlbum. A la fotografia, experts japonesos inspeccionen la via sabotejada el 1931.

Georges Remi, més conegut pel seu pseudònim d'Hergé, va ser contractat com a editor i il·lustrador de Le Petit Vingtième, el suplement infantil del diari catòlic i conservador Le Vingtième Siècle (El Segle XX), a Brussel·les. Dirigit per l'abat Norbert Wallez, la publicació es descrivia a si mateixa com un "Diari de Doctrina Catòlica i de la Informació" i difonia una visió que avui es qualificaria d'extrema dreta. El 1929, Hergé va començar a dibuixar les aventures de Tintín per a Le Petit Vingtième, sobre les gestes d'un periodista belga de ficció anomenat Tintín. Wallez encarregà a Hergé la primera aventura a la Unió Soviètica perquè servís de propaganda anticomunista (Tintín al país dels soviets), la segona aventura al Congo belga per a fomentar l'afany colonial (Tintín al Congo) i la tercera als Estats Units per a denunciar el capitalisme nord-americà (Tintín a Amèrica). El 24 de novembre del 1932, Le Petit Vingtième va publicar una entrevista fictícia entre Jamin i Tintín en què el reporter anunciava que viatjaria a la Xina a través d'Egipte, l'Índia, Sri Lanka i Indoxina. D'aquí en sortí la història Tintín a l'Orient, la primera part de la qual s'anomenà Els cigars del faraó i continuaria a El lotus blau.
Després de saber que Hergé volia situar una de les seves aventures a la Xina, Léon Gosset, capellà d'un grup d'estudiants xinesos a la Universitat Catòlica de Lovaina, contactà el dibuixant per a demanar-li que fos curós a l'hora de retratar el país. Els seus estudiants llegien Le Petit Vingtième i no veien amb bons ulls que Hergé continués escampant estereotips negatius sobre els xinesos: en dues aventures de Tintín anteriors hi havia inclòs personatges xinesos seguint els estereotips europeus. Gosset el posà en contacte amb dos estudiants, Arnold Chiao Ch'eng-Chih i la seva dona Susan Lin, i Zhang Chongren. Hergé i Zhang es van conèixer el primer de maig del 1934, es van fer molt amics i durant més d'un any es trobaven cada diumenge a la tarda. Zhang explicà més tard que gairebé es van convertir en «dos germans». Zhang era estudiant de pintura i escultura i ensenyà a Hergé els estils artístics xinesos, caligrafia i la filosofia taoista.

### Publicació original (1934–1935)
La història es va començar a publicar a Le Petit Vingtième el 9 d'agost del 1934 amb el títol Les Aventures De Tintin Reporter En Extrême-Orient (Les aventures de Tintín, reporter a l'Extrem Orient). A França es va publicar al setmanari Cœurs Vaillants a partir del 29 de desembre del 1935, i més tard a la revista suïssa L'Écho Illustré. A més dels protagonistes Tintín i Milú, Hergé també hi va incloure els detectius Dupond i Dupont, que ja havien aparegut al capítol anterior.
Hergé satiritzà les tradicionals opinions europees sobre la Xina a El lotus blau. Féu vestir Dupond i Dupont en el que ells entenien que eren les robes tradicionals xineses, per a mostrar el contrast amb la roba moderna que es duia al país. També féu mostrar actituds racistes a Gibbons, un dels antagonistes de la història, i Tintín explicà a Xang malentesos occidentals sobre els xinesos. Hergé criticà l'activitat occidental a l'Assentament Internacional de Xangai, tot mostrant-lo extremament corrupte i únicament pendent dels seus interessos comercials. La majoria de la informació sobre aquestes qüestions li aportava Zhang, que el mantenia al dia de la política xinesa. En conseqüència, el retrat d'Hergé de la invasió japonesa és en gran part precís. Mostrà versions ficcionades de l'Incident de Mukden, tot i que en canvià la ubicació per fer-lo més pròxim a Xangai, i de la retirada japonesa de la Societat de Nacions. Tot i això, al Lotus blau no hi ha cap esment d'un dels principals fets històrics de l'època, la Llarga Marxa del comunista Mao Zedong.
Hergé féu servir més sovint fotografies a partir de les quals dibuixava: de vestits xinesos, d'escenes de carrer o de paisatges. Així mateix, i mentre que als Cigars del Faraó havia escrit àrab sense sentit, per al Lotus blau Zhang dibuixà els caràcters que apareixien en rètols i cartells; també esbossà algunes imatges per a Hergé. El dibuixant belga volgué incloure Zhang com a coautor, però aquest ho rebutjà. En senyal d'agraïment, però, Hergé creà el personatge de Xang.
L'àlbum es va publicar l'octubre del 1936. Hergé hi incorporà algunes làmines en color i canvià el nom de la història pel ja definitiu El lotus blau.

### Segona versió (1946)
En les dècades dels quaranta i cinquanta, Hergé i el seu equip van redibuixar moltes de les històries de Tintín que s'havien publicat originalment en blanc i negre, per passar-les a color fent servir l'estil de línia clara característic de les històries posteriors de Tintín. La nova edició del Lotus blau en color i amb el nou format es va publicar el 1946, amb petites alteracions en el contingut.

## Anàlisi crítica
El lotus blau és àmpliament considerat una de les millors aventures de Tintín. Jean-Marc i Randy Lofficier comentaren que l'àlbum és «indiscutiblement la primera obra mestra d'Hergé». Trobaven que per primera vegada en la sèrie, «hom sent que la història és important» perquè Tintín expressa per primer cop «un propòsit, una missió» en la seva aventura. Puntuaren El lotus blau amb quatre estrelles de cinc.
Harry Thompson apuntà que alguns creien que la representació que Hergé féu dels japonesos com a dentuts i violents era racista. Thompson pensava, però, que aquesta visió no tenia en compte, «estúpidament», «l'objetiu de la història», que era disminuir el racisme dels belgues cap als asiàtics. El biògraf d'Hergé Pierre Assouline opinà que l'àlbum combinava «realisme social» amb l'esperit de les obres de Charles Dickens i Alexandre Dumas.